# 비질란테 (드라마)
《비질란테》(영어: Vigilante)는 디즈니+에서 2023년 11월부터 방영 예정인 대한민국의 범죄, 액션, 스릴러 드라마이다. 김규삼의 동명 웹툰을 원작으로 한 작품이다.

## 출연

### 주요 인물
- 남주혁 : 김지용 역
- 유지태 : 조헌 역
- 이준혁 : 조강욱 역
- 김소진 : 최미려 역

### 경찰대학
- 권해효 : 이준엽 역
- 이승우 : 민선욱 역
- 조한준 : 황준 역
- 이해영 : 엄재협 역 (= 들쥐 🐀)

### 비질란테 특병수사본부
- 김학선 : 은남수 역
- 양희명 : 조 형사 역
- 노정현 : 우 형사 역
- 조재영 : 고 형사 역
- 원현준 : 남형일 역

### 언론인
- 이서환 : 곽창현 역
- 허준석 : 문대석 역
- 남지우 : 권윤건 역

### DK 그룹
- 강덕중 : 박 부장 역

### 세울미래자원
- 윤경호 : 김삼두 역
- 백도겸 : 홍 상무 역
- 김범석 : 최준식 역
- 승의열 : 신종운 목사 역

### 방씨 일당
- 신정근 : 방씨 역
- 윤대열 : 땅벌 역
- 황보정일 : 짤순이 역
- 박광재 : 쇠돌이 역

### 범죄자
- 김지훈 : 최성수 역
- 우정국 : 정덕흥 역
- 연제욱 : 서두엽 역
- 김철윤 : 구성열 역
- 김대곤 : 장순도 역
- 정진오 : 장순일 역
- 남진복 : 최규호 역

### 기타 인물
- 송서린 : 신영지 역
- 미상 : 연재학 역
- 전배수 : 석승철 역
- 최소윤 : 유학녀 역
- 정병두 : 배 형사 역
- 김경덕 : 한 기자 역
- 정영섭

## 참고 사항
- 남주혁은 영화 《리멤버》 이후로 2년 만에 재회하여 캐스팅 되었다.
- 유지태는 넷플릭스 드라마 《종이의 집: 공동경제구역》 이후로 2년 만에 재회하여 캐스팅 되었다.
- 이준혁은 영화 《범죄도시 3》 이후로 1년 만에 재회하여 캐스팅 되었다.
- 김소진은 SBS 금토 드라마 《악의 마음을 읽는 자들》 이후로 2년 만에 재회하여 캐스팅 되었다.